# Salticus attenuatus
Salticus attenuatus är en spindelart som beskrevs av Pickard-Cambridge O. 1901. Salticus attenuatus ingår i släktet Salticus och familjen hoppspindlar. Inga underarter finns listade i Catalogue of Life.